# Cornelis Brandsma
Cornelis (Cor) Brandsma (Sneek, 10 juni 1904 – Haarlem, 2 november 1982) was een Nederlands politicus voor de PvdA, die van 1962-1967 actief was in de Tweede Kamer der Staten-Generaal.
Hij begon zijn loopbaan als uitvoerder in de betonbouw. Vervolgens was hij actief als propagandist voor de Nederlands Verbond van Vakverenigingen (NVV). Omstreeks 1949 tot 22 juni 1956 werd hij secretaris van de Algemene Nederlandse Bouwbedrijfsbond (ANB). Vervolgens werd hij voorzitter van deze bond, van 22 juni 1956 tot 1 april 1964.
Op 16 oktober 1962 betrad Brandsma de Tweede Kamer der Staten-Generaal. Tot 22 februari 1967 was hij actief voor de Partij van de Arbeid. Na zijn vertrek uit de Tweede Kamer werd hij gemeenteraadslid in Heemstede.
Brandsma was twee keer getrouwd en had zes kinderen. Hij werd onderscheiden als Ridder in de Orde van Oranje-Nassau. Brandsma was een neef van Titus Brandsma.